# Carvalhal Redondo
Carvalhal Redondo ist ein Ort und eine ehemalige Gemeinde (Freguesia) im portugiesischen Kreis Nelas. Die Gemeinde hatte 975 Einwohner (Stand 30. Juni 2011).
Am 29. September 2013 wurden die Gemeinden Carvalhal Redondo und Aguieira zur neuen Gemeinde União das Freguesias de Carvalhal Redondo e Aguieira zusammengeschlossen. Carvalhal Redondo ist Sitz dieser neu gebildeten Gemeinde.